# Tendinectomie
La tendinectomie est une opération chirurgicale consistant à couper les tendons, et qui est en général utilisée par les vétérinaires. Chez les chats, elle consiste à sectionner le tendon de la griffe, bloquant ainsi sa sortie et est ainsi une alternative à l'opération douloureuse qu'est l'onyxectomie. Toutefois, après une tendinectomie, le propriétaire devra couper les griffes de son chat toutes les trois semaines